# Nadezhda Grishaeva
Nadezhda Grishaeva (2 de julho de 1989) é uma basquetebolista profissional russa.

## Carreira
Nadezhda Grishaeva integrou a Seleção Russa de Basquetebol Feminino, em Londres 2012, que terminou na quarta colocação.